# Ortakonuş, Gündoğmuş
Ortakonuş là một xã thuộc huyện Gündoğmuş, tỉnh Antalya, Thổ Nhĩ Kỳ. Dân số thời điểm năm 2011 là 239 người.